# Liga Futsal de 2000
A Liga Futsal de 2000 é a 5.ª edição do principal torneio de futebol de salão do Brasil, à época organizado pela Confederação Brasileira de Futsal (CBFS). Nos dias atuais, corresponde oficialmente à Liga Nacional de Futsal.
Com um dos grandes elencos da história, o Vasco da Gama de Manoel Tobias, Índio, Schumacher, Simi e Lavoisier se tornou a primeira e única equipe do Rio de Janeiro a conquistar o título. Com 25 vitórias em 32 partidas e a liderança tanto da primeira quanto da segunda fase, os vascaínos avançaram à semifinal e bateram a Ulbra duas vezes para chegar à decisão. Na final contra o Atlético Mineiro, mais duas vitórias (3 a 1 na ida e 4 a 2 na volta) para levantar o troféu em um Maracanãzinho lotado.
Os semifinalistas Ulbra e General Motors encerraram o torneio como terceiro e quarto colocados, respectivamente. Com 165 gols marcados e 103 sofridos em 36 jogos, o Vasco obteve o melhor ataque e a melhor média defensiva.

## Fórmula de disputa

### Primeira fase
Na primeira fase, as 14 equipes participantes foram agrupadas em grupo único e se enfrentaram em turno e returno. A pontuação seguiu o sistema tradicional: 3 pontos por vitória, 1 ponto por empate e 0 por derrota. As 8 melhores equipes avançaram à segunda fase. Em caso de igualdade na classificação, os critérios considerados foram, em ordem, número de vitórias e saldo de gols.

### Segunda fase
As 8 equipes classificadas foram distribuídas em dois grupos, desta vez classificando apenas líderes e vices. A fórmula de disputa foi idêntica à da fase anterior, porém com apenas quatro clubes em cada grupo.

### Fase final
O líder de cada grupo enfrentou o vice-líder do grupo oposto nas semifinais, em confronto com ida e volta — com a equipe de melhor campanha exercendo mando no segundo jogo. Os vencedores avançaram para a final, igualmente disputada em duas partidas.

## Participantes
| Equipe           | Cidade         | Estado | Em 1999 | Títulos (último) |
| ---------------- | -------------- | ------ | ------- | ---------------- |
| Atlético Mineiro | Belo Horizonte | MG     | 1.º     | 2 (1999)         |
| Banespa          | São Paulo      | SP     | 9.º     | 0 (não possui)   |
| Carlos Barbosa   | Carlos Barbosa | RS     | 10.º    | 0 (não possui)   |
| Caxias           | Caxias do Sul  | RS     | —       | 0 (não possui)   |
| Corinthians      | São Paulo      | SP     | 13.º    | 0 (não possui)   |
| Flamengo         | Rio de Janeiro | RJ     | —       | 0 (não possui)   |
| Foz Futsal       | Foz do Iguaçu  | PR     | 11.º    | 0 (não possui)   |
| General Motors   | São Paulo      | SP     | 3.º     | 0 (não possui)   |
| Goiás            | Goiânia        | GO     | —       | 0 (não possui)   |
| Internacional    | Porto Alegre   | RS     | 7.º     | 1 (1996)         |
| Minas            | Belo Horizonte | MG     | 8.º     | 0 (não possui)   |
| São Paulo        | São Paulo      | SP     | 4.º     | 0 (não possui)   |
| Ulbra            | Canoas         | RS     | 5.º     | 1 (1998)         |
| Vasco da Gama    | Rio de Janeiro | RJ     | 6.º     | 0 (não possui)   |

## Primeira fase
| Pos | Equipe           | Pts | J  | V  | E  | D  | GP  | GC  | SG  | %  | Classificação                     |
| --- | ---------------- | --- | -- | -- | -- | -- | --- | --- | --- | -- | --------------------------------- |
| 1   | Vasco da Gama    | 60  | 26 | 20 | 0  | 6  | 113 | 73  | +40 | 78 | Classificados para a segunda fase |
| 2   | Ulbra            | 46  | 26 | 15 | 1  | 10 | 96  | 78  | +18 | 59 | Classificados para a segunda fase |
| 3   | São Paulo        | 46  | 26 | 13 | 7  | 6  | 108 | 92  | +16 | 59 | Classificados para a segunda fase |
| 4   | Atlético Mineiro | 42  | 26 | 12 | 6  | 8  | 128 | 111 | +17 | 54 | Classificados para a segunda fase |
| 5   | Banespa          | 42  | 26 | 11 | 9  | 6  | 111 | 105 | +6  | 54 | Classificados para a segunda fase |
| 6   | Flamengo         | 41  | 26 | 11 | 8  | 7  | 98  | 88  | +10 | 53 | Classificados para a segunda fase |
| 7   | General Motors   | 38  | 26 | 9  | 11 | 6  | 106 | 91  | +15 | 49 | Classificados para a segunda fase |
| 8   | Carlos Barbosa   | 37  | 26 | 11 | 4  | 11 | 89  | 86  | +3  | 48 | Classificados para a segunda fase |
| 9   | Internacional    | 34  | 26 | 10 | 4  | 12 | 114 | 133 | –19 | 44 | Eliminados na primeira fase       |
| 10  | Corinthians      | 31  | 26 | 8  | 7  | 11 | 82  | 79  | +3  | 40 | Eliminados na primeira fase       |
| 11  | Goiás            | 26  | 26 | 7  | 5  | 14 | 83  | 108 | –25 | 34 | Eliminados na primeira fase       |
| 12  | Foz Futsal       | 24  | 26 | 6  | 6  | 14 | 87  | 121 | –34 | 31 | Eliminados na primeira fase       |
| 13  | Caxias           | 22  | 26 | 6  | 4  | 16 | 91  | 106 | –15 | 29 | Eliminados na primeira fase       |
| 14  | Minas            | 19  | 26 | 5  | 4  | 17 | 103 | 138 | –35 | 25 | Eliminados na primeira fase       |

### Resultados
Na horizontal, os resultados como mandante. Na vertical, os resultados como visitante.
|                  | CAM  | BAN | ACBF | CAX | COR | FLA  | FOZ  | GM  | GOI | INT  | MIN | SAO  | ULB | VAS |
| ---------------- | ---- | --- | ---- | --- | --- | ---- | ---- | --- | --- | ---- | --- | ---- | --- | --- |
| Atlético Mineiro | —    | 4-4 | 7-4  | 5-3 | 2-3 | 10-4 | 10-6 | 3-3 | 8-7 | 8-7  | 3-2 | 3-8  | 7-5 | 8-3 |
| Banespa          | 5-3  | —   | 4-3  | 5-6 | 3-3 | 5-2  | 8-5  | 3-6 | 2-2 | 5-1  | 5-4 | 11-6 | 3-3 | 2-1 |
| Carlos Barbosa   | 4-5  | 5-6 | —    | 3-2 | 3-0 | 5-4  | 3-3  | 5-3 | 6-2 | 4-6  | 8-1 | 1-7  | 3-2 | 0-1 |
| Caxias           | 3-11 | 6-2 | 4-5  | —   | 2-2 | 3-4  | 7-5  | 1-3 | 2-3 | 4-4  | 5-5 | 2-5  | 5-3 | 3-4 |
| Corinthians      | 5-3  | 4-4 | 4-5  | 3-4 | —   | 2-4  | 3-4  | 5-2 | 1-1 | 6-4  | 2-3 | 2-2  | 6-3 | 3-4 |
| Flamengo         | 1-1  | 1-1 | 3-3  | 6-3 | 3-3 | —    | 3-3  | 3-3 | 5-2 | 11-3 | 6-2 | 4-4  | 3-2 | 8-3 |
| Foz Futsal       | 2-2  | 5-3 | 2-1  | 2-1 | 2-9 | 2-4  | —    | 5-5 | 1-1 | 1-1  | 4-2 | 5-6  | 5-2 | 3-5 |
| General Motors   | 1-1  | 5-5 | 2-2  | 2-2 | 2-2 | 6-1  | 8-3  | —   | 5-0 | 8-4  | 3-2 | 6-6  | 3-4 | 4-6 |
| Goiás            | 6-6  | 4-5 | 1-2  | 6-5 | 3-2 | 2-3  | 6-3  | 5-8 | —   | 5-3  | 6-4 | 1-2  | 6-5 | 4-6 |
| Internacional    | 6-4  | 6-6 | 4-4  | 5-4 | 5-1 | 6-4  | 8-3  | 7-2 | 6-2 | —    | 9-5 | 5-3  | 4-6 | 2-9 |
| Minas            | 3-5  | 5-7 | 6-5  | 3-9 | 3-6 | 3-3  | 8-7  | 6-6 | 6-3 | 9-3  | —   | 6-6  | 6-7 | 3-6 |
| São Paulo        | 4-2  | 5-5 | 3-2  | 6-4 | 5-2 | 6-4  | 4-3  | 1-1 | 4-4 | 2-0  | 5-2 | —    | 2-3 | 2-5 |
| Ulbra            | 4-3  | 5-2 | 3-0  | 1-0 | 0-2 | 2-0  | 8-2  | 3-5 | 5-0 | 8-2  | 4-1 | 4-2  | —   | 3-2 |
| Vasco da Gama    | 8-4  | 5-0 | 1-3  | 3-1 | 3-1 | 3-4  | 3-1  | 6-4 | 3-1 | 9-3  | 5-3 | 5-3  | 4-1 | —   |

## Segunda fase

### Grupo A
| Pos | Equipe           | Pts | J | V | E | D | GP | GC | SG  | %  | Classificação                   |
| --- | ---------------- | --- | - | - | - | - | -- | -- | --- | -- | ------------------------------- |
| 1   | Vasco da Gama    | 15  | 6 | 5 | 0 | 1 | 34 | 19 | +15 | 84 | Classificados para a fase final |
| 2   | Atlético Mineiro | 10  | 6 | 3 | 1 | 2 | 27 | 25 | +2  | 56 | Classificados para a fase final |
| 3   | Flamengo         | 6   | 6 | 2 | 0 | 4 | 19 | 30 | –11 | 34 | Eliminados na segunda fase      |
| 4   | Carlos Barbosa   | 4   | 6 | 1 | 1 | 4 | 22 | 28 | –6  | 23 | Eliminados na segunda fase      |

#### Resultados
Na horizontal, os resultados como mandante. Na vertical, os resultados como visitante.
|                  | CAM | ACBF | FLA | VAS |
| ---------------- | --- | ---- | --- | --- |
| Atlético Mineiro | —   | 6-3  | 7-5 | 3-6 |
| Carlos Barbosa   | 4-4 | —    | 7-3 | 5-7 |
| Flamengo         | 3-2 | 4-1  | —   | 0-4 |
| Vasco da Gama    | 4-5 | 4-2  | 9-4 | —   |

### Grupo B
| Pos | Equipe         | Pts | J | V | E | D | GP | GC | SG | %  | Classificação                   |
| --- | -------------- | --- | - | - | - | - | -- | -- | -- | -- | ------------------------------- |
| 1   | General Motors | 11  | 6 | 3 | 2 | 1 | 24 | 23 | +1 | 62 | Classificados para a fase final |
| 2   | Ulbra          | 9   | 6 | 3 | 0 | 3 | 15 | 17 | –2 | 50 | Classificados para a fase final |
| 3   | São Paulo      | 8   | 6 | 2 | 2 | 2 | 28 | 22 | –6 | 45 | Eliminados na segunda fase      |
| 4   | Banespa        | 5   | 6 | 1 | 2 | 3 | 28 | 35 | –7 | 28 | Eliminados na segunda fase      |

#### Resultados
Na horizontal, os resultados como mandante. Na vertical, os resultados como visitante.
|                | BAN  | GM  | SAO | ULB |
| -------------- | ---- | --- | --- | --- |
| Banespa        | —    | 5-6 | 6-6 | 5-2 |
| General Motors | 4-4  | —   | 4-2 | 4-3 |
| São Paulo      | 11-7 | 4-4 | —   | 5-0 |
| Ulbra          | 6-1  | 3-2 | 1-0 | —   |

## Fase final
|  | Semifinais | Semifinais       | Semifinais       | Semifinais |   |    | Final         | Final | Final | Final |
|  |            |                  |                  |            |   |    |               |       |       |       |
|  | 1A         | Vasco da Gama    | 6                | 5          |   |    |               |       |       |       |
|  | 2B         | Ulbra            | 4                | 4          |   |    |               |       |       |       |
|  |            |                  |                  |            |   | S1 | Vasco da Gama | 3     | 4     |       |
|  |            | S2               | Atlético Mineiro | 1          | 2 |    |               |       |       |       |
|  | 1B         | General Motors   | 3                | 0          |   |    |               |       |       |       |
|  | 2A         | Atlético Mineiro | 3                | 2          |   |    |               |       |       |       |

## Premiação
| Liga Futsal de 2000                |
| ---------------------------------- |
|                                    |
| Vasco da Gama Campeão (1.º título) |

### Seleção do campeonato
| Pos.         | Vencedor       | Equipe           |
| ------------ | -------------- | ---------------- |
| Goleiro      | Rogério        | Atlético Mineiro |
| Fixo         | Schumacher     | Vasco da Gama    |
| Ala direito  | Manoel Tobias  | Vasco da Gama    |
| Ala esquerdo | Etienne        | Ulbra            |
| Pivô         | Lenísio        | Atlético Mineiro |
| Técnico      | PC de Oliveira | General Motors   |

### Prêmios individuais
| Prêmio         | Vencedor | Vencedor | Equipe           |
| -------------- | -------- | -------- | ---------------- |
| Melhor jogador | Lenísio  | Lenísio  | Atlético Mineiro |
| Artilheiro     | Lenísio  | 50 gols  | Atlético Mineiro |

## Classificação geral
| Pos | Equipe           | Pts | J  | V  | E  | D  | GP  | GC  | SG  | %  | Classificação               |
| --- | ---------------- | --- | -- | -- | -- | -- | --- | --- | --- | -- | --------------------------- |
| 1   | Vasco da Gama    | 87  | 36 | 29 | 0  | 7  | 165 | 103 | +62 | 81 | Campeão                     |
| 2   | Atlético Mineiro | 56  | 36 | 16 | 8  | 12 | 163 | 146 | +17 | 52 | Vice-campeão                |
| 3   | Ulbra            | 55  | 34 | 18 | 1  | 15 | 119 | 106 | +13 | 54 | Eliminados nas semifinais   |
| 4   | General Motors   | 50  | 34 | 12 | 14 | 8  | 133 | 119 | +14 | 50 | Eliminados nas semifinais   |
| 5   | São Paulo        | 54  | 32 | 15 | 9  | 8  | 136 | 114 | +22 | 56 | Eliminados na segunda fase  |
| 6   | Flamengo         | 47  | 32 | 13 | 8  | 11 | 117 | 118 | –1  | 49 | Eliminados na segunda fase  |
| 7   | Banespa          | 47  | 32 | 12 | 11 | 9  | 139 | 140 | –1  | 49 | Eliminados na segunda fase  |
| 8   | Carlos Barbosa   | 41  | 32 | 12 | 5  | 15 | 111 | 114 | –3  | 43 | Eliminados na segunda fase  |
| 9   | Internacional    | 34  | 26 | 10 | 4  | 12 | 114 | 133 | –19 | 44 | Eliminados na primeira fase |
| 10  | Corinthians      | 31  | 26 | 8  | 7  | 11 | 82  | 79  | +3  | 40 | Eliminados na primeira fase |
| 11  | Goiás            | 26  | 26 | 7  | 5  | 14 | 83  | 108 | –25 | 34 | Eliminados na primeira fase |
| 12  | Foz Futsal       | 24  | 26 | 6  | 6  | 14 | 87  | 121 | –34 | 31 | Eliminados na primeira fase |
| 13  | Caxias           | 22  | 26 | 6  | 4  | 16 | 91  | 106 | –15 | 29 | Eliminados na primeira fase |
| 14  | Minas            | 19  | 26 | 5  | 4  | 17 | 103 | 138 | –35 | 25 | Eliminados na primeira fase |